# Carlos Ruiz
Carlos Humberto „Pescadito” Ruiz Gutierrez (ur. 15 września 1979 w Gwatemali) – piłkarz gwatemalski.

## Kariera klubowa
Ruiz urodził się w mieście Gwatemala. Piłkarską karierę rozpoczynał w tamtejszym klubie CSD Municipal. W jego barwach zadebiutował już w 1995 roku, a liczył sobie wówczas zaledwie 16 lat. Swojego pierwszego gola w profesjonalnym futbolu zdobył rok później w Copa Gallo. W Municipal spędził 5 sezonów i w ich trakcie jedynym sukcesem było zdobycie Pucharu Gwatemali w 1998 roku. Na sezon 2000/2001 Ruíz został wypożyczony do greckiego klubu PAS Janina, w którym rozegrał 4 mecze w Alpha Ethniki i po sezonie powrócił do Municpal, w którym grał jeszcze przez pół roku, a jego drużyna wywalczyła mistrzostwo fazy Apertura i Clausura.
Zimą 2002 Ruíz został wybrany w drafcie Major League Soccer do klubu Los Angeles Galaxy. W lidze USA zadebiutował 23 marca w wygranym 2:1 meczu z D.C. United i zdobył oba gole dla LA. W całym sezonie Carlos spisywał się dobrze i zdobył aż 24 gole w lidze zostając królem strzelców i ustanawiając tym samym strzelecki rekord drużyny Galaxy. Za swoją postawę został wybrany do Jedenastki Sezonu MLS oraz otrzymał nagrodę MVP dla najlepszego gracza sezonu. Swoją drużynę doprowadził też do pierwszego w historii mistrzostwa MLS. W 2003 roku Ruíz zdobył 15 bramek dla Galaxy i po raz drugi z rzędu zdobył nagrodę Złotego Buta dla najlepszego strzelca rozgrywek. W 2004 roku z Galaxy dotarł do półfinału play-off, a z 11 golami w sezonie stał się najlepszym strzelcem swojego klubu.
W 2005 roku Ruíz przeszedł do teksańskiego FC Dallas. W tym samym roku po raz czwarty z rzędu wystąpił w MLS All-Star, czyli meczu gwiazd. W Dallas zadebiutował 4 lutego w wygranym 2:1 meczu z Chicago Fire, a swojego pierwszego gola dla nowego klubu zdobył w kwietniu w wygranym 3:1 meczu z Chivas USA. W FC grał w ataku z Eddie Johnsonem, a po odejściu Amerykanina jego partenerem w napadzie został Kenny Cooper. W 2005 roku Ruíz zdobył 11 goli, a rok później 13, jednak w obu przypadkach zespół z Dallas odpadał w ćwierćfinale play-off. W 2008 roku grał w dwóch innych klubach Major League Soccer - Los Angeles Galaxy i kanadyjskim Toronto FC.
W 2009 roku Ruíz został piłkarzem paragwajskiej Olimpii Asunción, a następnie przeszedł do meksykańskiej Puebli. Latem 2010 ponownie trafił do Grecji i został piłkarzem Arisu Saloniki.
22 lutego Gwatemalczyk podpisał kontrakt z Philadelphią Union prowadzoną przez Piotra Nowaka. 26 marca strzelił swoją pierwszą bramkę dla klubu i zarazem jedyną bramkę w wygranym przez Philadelphię meczu z Vancouver Whitecaps 1-0.
| Sezon   | Klub               | Kraj              | Rozgrywki                  | Mecze | Bramki |
| ------- | ------------------ | ----------------- | -------------------------- | ----- | ------ |
| 1995/96 | CSD Municipal      | Gwatemala         | Liga Nacional de Guatemala | ?     | ?      |
| 1996/97 | CSD Municipal      | Gwatemala         | Liga Nacional de Guatemala | ?     | ?      |
| 1997/98 | CSD Municipal      | Gwatemala         | Liga Nacional de Guatemala | ?     | ?      |
| 1998/99 | CSD Municipal      | Gwatemala         | Liga Nacional de Guatemala | ?     | ?      |
| 1999/00 | CSD Municipal      | Gwatemala         | Liga Nacional de Guatemala | ?     | ?      |
| 2000/01 | PAS Janina         | Grecja            | Alpha Ethniki              | 4     | 0      |
| 2001/02 | CSD Municipal      | Gwatemala         | Liga Nacional de Guatemala | ?     | ?      |
| 2002    | Los Angeles Galaxy | Stany Zjednoczone | Major League Soccer        | 26    | 24     |
| 2003    | Los Angeles Galaxy | Stany Zjednoczone | Major League Soccer        | 26    | 15     |
| 2004    | Los Angeles Galaxy | Stany Zjednoczone | Major League Soccer        | 20    | 11     |
| 2005    | FC Dallas          | Stany Zjednoczone | Major League Soccer        | 19    | 11     |
| 2006    | FC Dallas          | Stany Zjednoczone | Major League Soccer        | 27    | 13     |
| 2007    | FC Dallas          | Stany Zjednoczone | Major League Soccer        | 22    | 7      |
| 2008    | Los Angeles Galaxy | Stany Zjednoczone | Major League Soccer        | 9     | 1      |
| 2008    | Toronto FC         | Kanada            | Major League Soccer        | 5     | 0      |
| 2009    | Club Olimpia       | Paragwaj          | Primera División           | 17    | 9      |
| 2009/10 | Puebla F.C.        | Meksyk            | Primera División           | 32    | 9      |
| 2010/11 | Aris FC            | Grecja            | Alpha Ethniki              |       |        |

## Kariera reprezentacyjna
W swojej karierze Ruíz grał w młodzieżowych reprezentacjach Gwatemali w kategoriach U-17, U-19, U-21 i U-23. W pierwszej reprezentacji zadebiutował w 1997 roku. Ma za sobą udział w trzech turniejach o Złoty Puchar CONCACAF (2002, 2003, 2005), a także grę w eliminacjach do MŚ 2002 (8 bramek) oraz MŚ 2006 (10 goli). W kadrze narodowej rozegrał 52 mecze i zdobył ponad 23 bramki.